# Corneille Charles Six van Oterleek
Le baron (1820) Corneille Charles Six, seigneur de Oterleek et de Laag-Teylingen, né à Amsterdam le 30 septembre 1772 et décédé le 3 juin 1833 à Utrecht, est un homme politique et ministre du royaume uni des Pays-Bas.

## Biographie
Il appartenait à une vieille famille bourgeoise d'Amsterdam, originaire des Pays-Bas du sud et qui s'installa à Amsterdam après la chute d'Anvers en 1585. Corneille Charles Six van Oterleek fut anobli en 1815 et élevé au titre de baron en 1820. Divers membres de cette famille ont été peints par Rembrandt.
Après avoir étudié le droit à l'université de Leyde il devint docteur en 1792. Il devint à partir de 1795 avocat à Amsterdam, et fit partie du corps municipal de cette ville en 1803. Il fit partie du Conseil pour les affaires de Hollande à Paris (juillet-octobre 1810) et de la Grande Assemblée des notables du département du Zuiderzee en 1814.
Il devint ministre des Finances de 1814 à 1821 dans le royaume uni des Pays-Bas. Le 21 décembre 1820 il fut nommé ministre d'État.
Il était grand-croix dans l'ordre du Lion belgique et officier de la Légion d'honneur.

## Publications
- Dissertatio historico juridica de Edicto Nannetensi, Protestantibus ab Henrico IV dato a Ludovico XIV rursus erepto, Amsterdam, chez Gabriel Dufour, 1792 (Thèse sur l'Édit de Nantes, soutenue devant le professeur Henri Constantin Cras)

## Sources
- (nl) Cet article est partiellement ou en totalité issu de l’article de Wikipédia en néerlandais intitulé « Cornelis Charles Six van Oterleek » (voir la liste des auteurs).
- Notices d'autorité :   - VIAF
  - ISNI
  - BnF (données)
  - GND
  - Pays-Bas
- Notices dans des dictionnaires ou encyclopédies généralistes :   - Biografisch Portaal van Nederland
  - Deutsche Biographie